# Дејвид Патерсон
Дејвид Александер Патерсон (енгл. David Alexander Paterson; рођен 20. маја 1954) је амерички политичар који је служио као 55. гувернер Њујорка. На том положају је наследио Елиота Спицера и одслужио две последње године Спицеровог мандата (од 2008. до 2010). Био је први афроамериканац гувернер Њујорка, и други законски слепи гувернер било које савезне државе након Боба К. Рајлија, који је вршио дужност гувернера Арканзаса 11 дана током 1975. Након што је напустио дужност гувернера, Патерсон је водио радио емисију на станици WOR у Њујорку, а 2014. га је његов наследник на позицији гувернера, Ендру Куомо поставио за председавајућег Демократске партије у Њујорку.
Након што је дипломирао на Правном факултету Хофстра, Патерсон је радио у канцеларији државног тужиоца за Квинс, и у штабу председника општине Менхетн, Дејвида Динкинса. 1985. је изабран у Сенат Њујорка на позицију на којој се раније налазио његов отац, бивши Државни секретар Њујорка, Базил Патерсон. 2003. је постао вођа сенатске мањине. Тадашњи главни тужилац Њујорка и кандидат демократа за гувернера на изборима 2006, Елиот Спицер је одабрао Патерсона за свог кандидата за вицегувернера. Спицер и Патерсон су изабрани у новембру 2006, са 69% гласова, и Патерсон је постао вицегувернер Њујорка 1. јануара 2007.
Након што је Спицер дао оставку услед скандала у вези са проституцијом, Патерсон је положио заклетву и постао гувернер Њујорка 17. марта 2008. Патерсон је започео кратку кампању за гувернерске изборе 2010, али је 26. фебруара 2010. објавио да се неће борити за гувернерску кандидатуру на унутарстраначким изборима Демократске странке.